# Anthony Dupray
Pour les articles homonymes, voir Dupray.
 (juin 2016).
Si vous disposez d'ouvrages ou d'articles de référence ou si vous connaissez des sites web de qualité traitant du thème abordé ici, merci de compléter l'article en donnant les références utiles à sa vérifiabilité et en les liant à la section « Notes et références ».
Anthony Dupray est un acteur et chanteur français, né le 22 septembre 1974 au Havre.

## Biographie
Pendant sa jeunesse, les parents d’Anthony Dupray travaillent au théâtre de l’Hôtel de ville du Havre. Lui-même y devient contrôleur puis technicien. À 17 ans, il décide de passer une première audition à Paris, à la suite duquel il apparaît dans une publicité pour les caleçons JIL, réalisée par Étienne Chatiliez.
L’année suivante, en 1993, il fait de la figuration dans quelques épisodes de Le Miel et les Abeilles et Premiers Baisers. Jean-Luc Azoulay, auteur et producteur de ces séries, le repère et lui propose un casting de chanteur. En août 1993, il enregistre le single Autour de toi Hélène, une chanson écrite par Ariane Carletti (alors co-présentatrice du Club Dorothée) et Jean-Luc Azoulay (sous le pseudonyme de Fitzgerald Artman) et composée par Rémy Sarrazin (membre des Musclés). Il fait ensuite sa première apparition à la télévision dans la matinée du 6 octobre 1993, dans le Club Dorothée, où Ariane l’introduit aux téléspectateurs avec une histoire largement romancée : fan de Hélène et les Garçons, il aurait eu l’idée d’écrire une chanson en hommage à son actrice principale, Hélène Rollès, et d’envoyer la cassette à AB Productions.
La même semaine, Anthony Dupray fait ses premiers pas sur scène, puisqu’il fait partie des chanteurs du Méga Jacky Show, avec Christophe Rippert, Julie Caignault et Babsi, pour la première partie des concerts d’Hélène (des artistes également produits par AB Productions). Cette tournée lui permet notamment de se produire à sept reprises au Zénith de Paris.
Début 1994, il devient « star AB » à part entière : il enregistre un premier album, Rêves…, dont les chansons sont toutes signées par Ariane Carletti, Fitzgerald Artman et Rémy Sarrazin, et il obtient le rôle d’Anthony dans la sitcom Premiers Baisers (à partir de l’épisode 193). Il interprétera ce rôle jusqu’en 1998, en tournant également dans les suites de cette sitcom, Les Années fac (à partir de 1995) et Les Années bleues (en 1998).
Parallèlement, sa carrière de chanteur se poursuit : les singles se succèdent, largement diffusés au sein du Club Dorothée. Il est également régulièrement invité dans l'émission pour y interpréter ses chansons. En janvier 1995, il retrouve le Méga Jacky Show pour la première partie des concerts de la deuxième tournée d’Hélène, ce qui lui permet de chanter sur la scène de Bercy à onze reprises. Il y interprète trois chansons : Comme dans un rêve, Autour de toi Hélène et Prendre la route avec moi. Un album live de ces concerts est commercialisé dans la foulée, sous le titre Stars à Bercy. Fin 1995, Anthony Dupray participe également à la compilation Le Noël des étoiles, dans laquelle des chanteurs produits par AB reprennent des chansons de Noël ; il chante Noël interdit de Johnny Hallyday.
En 1996 sort l’album Coupable, qui comprend huit chansons réalisées par la même équipe que pour le premier album. Le clip du premier extrait, Champion, met en scène le boxeur Jérôme Le Banner, avec lequel Anthony Dupray avait l’habitude de pratiquer la boxe au Havre. Un dernier single sort en 1997, Encore un peu de toi, mais la fin du Club Dorothée en août 1997, marque également un net ralentissement de AB Productions.
La diffusion de la série Les Années fac se poursuit tout de même fin 1997, alors qu'AB lance la série Pour être libre, autour des 2Be3. L’épisode 16 de cette série se déroule en partie sur le plateau de tournage des Années fac et Anthony Dupray y apparaît à cette occasion dans son propre rôle.
En 1997, il participe à la série Ma voyante préférée, une sitcom produite par TF1 et Carrère et diffusée partiellement pendant l’été 1998, dans le rôle de Gonzague. En février 1998, la série Les Années bleues, troisième déclinaison de Premiers Baisers, est interrompue au bout de 22 épisodes, la carrière d’Anthony Dupray marque le pas. 
Les années suivantes, il apparaît épisodiquement dans quelques séries produites par Jean-Luc Azoulay : Le G.R.E.C. en 1999, Le Groupe en 2002, L’Instit en 2003, toutes trois diffusées sur France 2. Il décroche également un rôle récurrent (Victor) dans neuf épisodes de Sous le soleil en 2001, ainsi qu’un rôle secondaire dans Le Bleu de l’océan, saga de l’été de TF1 en 2003. Pendant cette période, il prend des cours de comédie au Studio Pygmalion.
La collaboration avec Jean Sagols sur le tournage de L’Instit lui permet de rencontrer Tito Topin, qui le choisit pour devenir un « mulet » du commissaire Navarro dans la série Navarro. Initialement prévu pour deux épisodes, Roger Hanin lui propose un rôle récurrent dans la série : Anthony Dupray incarnera le personnage de Lucas Paoli de 2003 à 2005, ainsi que dans le spin-off Brigade Navarro de 2006 à 2008. En 2008, il est également au générique du téléfilm César Lévy, toujours avec Roger Hanin. L’année suivante, il est le rôle principal du court-métrage Dogfight d’Antoine Elizabé.
Il décide ensuite de partir vivre aux États-Unis, où il intègre une école d’art dramatique, le Margie Haber Studio, à Los Angeles. Au cours de cette période, il tourne dans quelques publicités, dont un court-métrage pour la marque Benefit Cosmetics. Il est voix-off au début du clip Love After War de Robin Thicke (2011) et on le voit dans un backdrop utilisé par Jennifer Lopez lors du Dance Again World Tour (2012). Il tient également de petits rôles dans plusieurs films indépendants :  Beyond the Trophy (2012), Madoff : Made off with America (2013) ou P-51 Dragon Fighter (2014). Il est également un prisonnier dans la scène d’introduction de Stars 80 (2012), tournée aux États-Unis. Par ailleurs, il enregistre une nouvelle chanson, Interdits, qu’il met en ligne en 2012.
Anthony Dupray revient en France en 2014. Il joue le rôle d’un homme brisé dans le court-métrage Je suis le 13 novembre de Romain Jumelet et apparaît dans la série Dead Landes de François Descraques.
En 2016, il commence une carrière au théâtre, en participant à la pièce Lit d’embrouilles de François Janvier, avec Danièle Gilbert. C’est pendant cette tournée que l’idée lui vient d’une pièce autour de Premiers Baisers. Il rencontre ensuite Franck Le Hen, qui écrit le texte en utilisant les anecdotes de tournages d’Anthony Dupray. La pièce se joue finalement en juin 2019 à Paris, avec Magalie Madison (Annette dans Premiers Baisers) à l’affiche. Pendant la promotion de la pièce, il annonce avoir commencé à travailler sur une suite à la série Premiers Baisers pour retrouver les personnages vingt ans après.
Parallèlement en 2018, il continue de décrocher quelques rôles : un épisode de On va s’aimer un peu, beaucoup..., le court-métrage Révolution des Androïdes (en lien avec le jeu vidéo Detroit: Become Human), sur les chaînes YouTube d’Akim Omiri et Cyril.mp4 ou le rôle de Dracula dans Petit Meurtre chez Dracula, sur la chaîne Youtube de Emy LTR.
En août 2021, il intègre la distribution de Plus belle la vie, dans le rôle de Francis Soubeyrand alias Grand Cornu, pour 24 épisodes. En 2023, il joue un ancien chanteur de boys band dans un épisode de Camping Paradis, avec à ses côtés Frank Delay (ancien membre de 2be3) et Thorian de Decker.

## Filmographie

### Cinéma

#### Longs métrages
- 2012 : Beyond the Trophy de Daniel J. Gillin  : Alexander Brokov
- 2012 : Stars 80 de Frédéric Forestier et Thomas Langmann : un prisonnier
- 2013 : Madoff: Made Off with America d'Edmund Druilhet : François Dupont
- 2014 : P-51 Dragon Fighter de Mark Atkins : Lieutenant Bertrand Galieu
- 2016 : The Guest House de Maria Gargiulo : Frenchie

#### Courts métrages
- 2008 : Babylone de Simon Saulnier : l'officier 2
- 2009 : Dogfight d'Antoine Elizabé : Eliot Lafister
- 2012 : Glamouriety de Georgie Greville et Geremy Jasper : Dr Feelgood
- 2015 : Je suis le 13 novembre 2015 de Romain Jumelet : Homme brisé
- 2016 : Je suis la loi et la morale de Romain Jumelet : un policier
- 2020 : Je suis une berceuse de Franck Marchand : le père

### Télévision
- 1993 : Le miel et les abeilles : Homme dans la cafétéria (figurant, épisodes 43, 62 et 98)
- 1993-1995 : Premiers baisers : Anthony (dans 76 épisodes)
- 1995-1998 : Les Années fac : Anthony (dans 175 épisodes)
- 1997 : Pour être libre (épisode 16 Jalousie) : lui-même
- 1998 : Ma voyante préférée (série télévisée) : Gonzague
- 1998 : Les Années bleues (série télévisée) : Anthony
- 1999 : Le G.R.E.C. (saison 1, épisode 1 Balle perdue) : Kévin
- 2001 : Le regard de l'autre, téléfilm de Dominique Tabuteau
- 2001-2002 : Sous le soleil (saison 7) : Victor (9 épisodes)
- 2002 : Le groupe (série télévisée) (épisode 66 Le bisou de Sandra) : Dimitri
- 2003 : L'Instit (saison 8, épisode 3 La passion selon Paulo) : Bob
- 2003 : Le Bleu de l'océan (5 épisodes) : Olivier Delcourt-Malet
- 2003-2006 : Navarro : Lieutenant Lucas Paoli (dans 15 épisodes)
- 2006 : Sœur Thérèse.com (saison 1, épisode 9 De main de maître) : Hugo Maubert
- 2007-2009 : Brigade Navarro : Lieutenant Lucas Paoli (8 épisodes)
- 2008 : César Lévy, téléfilm d'Alain Schwarztein : Hugo
- 2016 : Dead Landes (série télévisée) : soldat Guireau
- 2018 : On va s'aimer un peu, beaucoup... (saison 2, épisode 2 Émilie) : Marc Dumont
- 2021 : Plus belle la vie : Francis Soubeyrand / Chaman du Gévaudan "Le Grand Cornu" (dans 24 épisodes)
- 2023 : Camping Paradis (saison 14, épisode 4 Un boys band au Paradis) : Pat
- 2023 : Les Mystères de l'amour : (saison 33, épisode 19 Le Noël de l'amour - Partie 1) : Pat

### Web
- 2018 : Révolution des Androïdes, court-métrage d'Aki Omiri : Charles
- 2019 : Petit meurtre chez Dracula, court-métrage de Franck Marchand : Dracula.

## Théâtre
- 2016-2017 : Lit d'embrouilles de Bruno Druart, avec Danièle Gilbert
- 2019 : Derniers baisers de Franck Le Hen, sur une idée originale d’Anthony Dupray, avec Magalie Madison[11]
- 2024 : La photo de mon pote de Fabrice Donnio, mise en scène de Luq Hamet.

## Discographie

### Albums
- 1994 : Rêves…
- 1996 : Coupable

### Principaux singles
- 1993 : Autour de toi Hélène
- 1994 : Prendre la route avec moi (clip tourné avec Camille Raymond)
- 1994 : Comme dans un rêve
- 1995 : Palavas-les-Flots
- 1995 : Est-ce que toi aussi ?
- 1996 : Champion (clip tourné avec Jérôme Le Banner)
- 1996 : Toute la nuit à te regarder
- 1997 : Encore un peu de toi
- 2012 : Interdit (non commercialisé)

### Participations
- Stars TV (Prendre la route avec moi et 11 juillet), 1994, AB disques.
- Stars à Bercy, Le Méga Jacky Show (Comme dans un rêve, Autour de toi Hélène et Prendre la route avec moi), 1995, AB disques.
- Stars TV 2 (Palavas-les-flots), 1995, AB disques.
- Le Noël des étoiles (Noël interdit et Vive le vent), 1995, AB disques.
- Stars TV 3 (Toute la nuit à te regarder et Visage d'ange), 1996, AB disques.